# Euryale aspera
Espèce
Euryale aspera est une espèce d'ophiures (échinodermes) de la famille des Euryalidae. C'est une ophiure dite « gorgonocéphale », aux bras ramifiés. 

## Description et caractéristiques
Comme toutes les gorgonocéphales, il s'agit d'une grande ophiure planctonivore, pourvue de longs bras allongés et ramifiés en fractale, permettant de filtrer l'eau de mer en piégeant le plancton, un peu à la manière de leurs cousins les crinoïdes. 
Le disque central mesure jusqu'à 6 cm de diamètre, et les bras, étendus, peuvent dépasser 30 cm de long. 
Cette espèce se distingue notamment par les tubercules qui ornent la périphérie de son disque central, et la face orale du disque et des bras est relativement lisse, sans anneaux de rangées de crochets. D'allure moins massives que d'autres gorgonocéphales (par exemple celles de la famille des gorgonocephalidae), cette espèce est généralement de couleur claire, allant du blanc au rouge orangé, parfois brun sombre. 

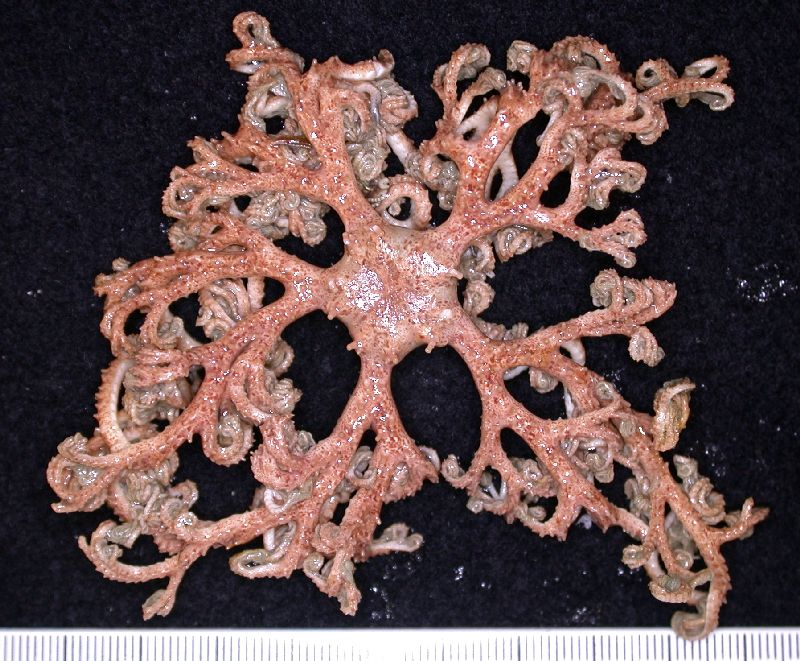
Face aborale
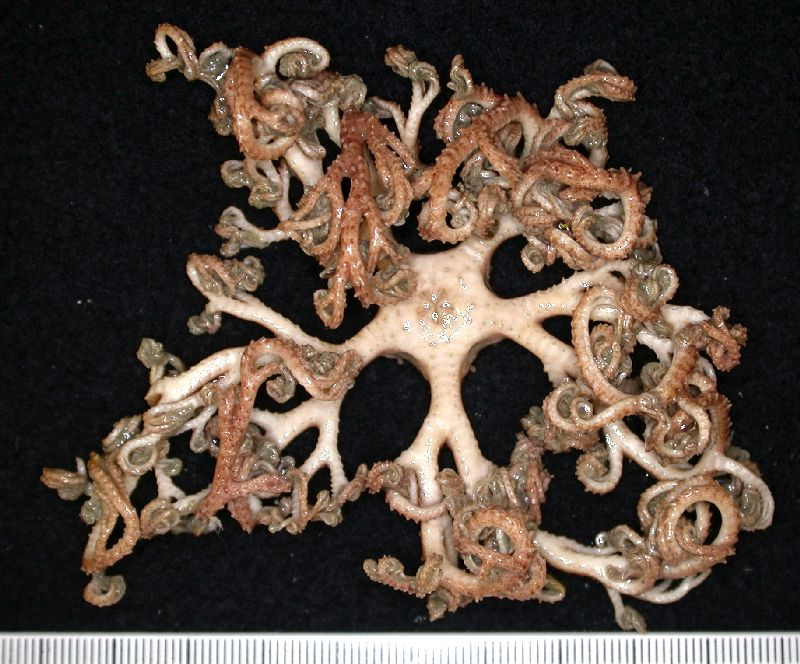
Face orale
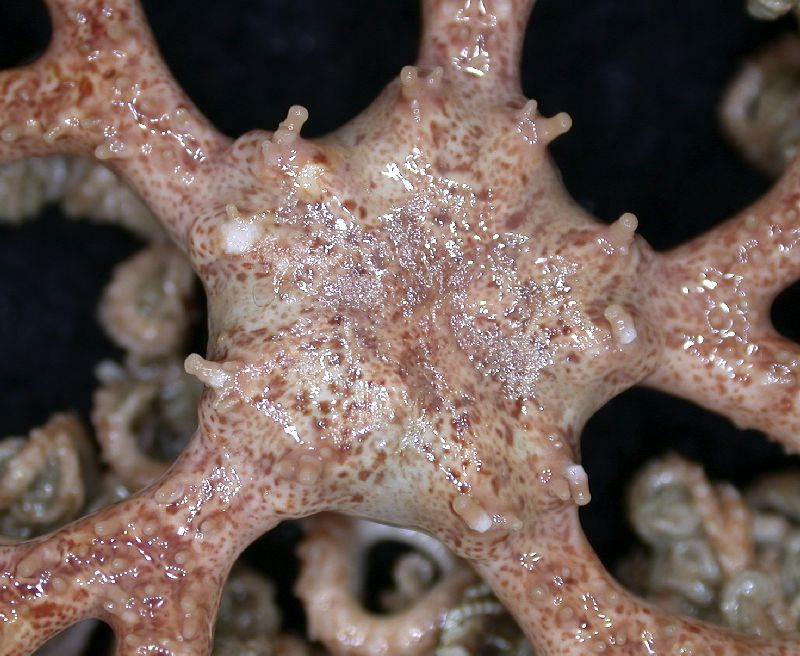
Disque central et ses tubercules
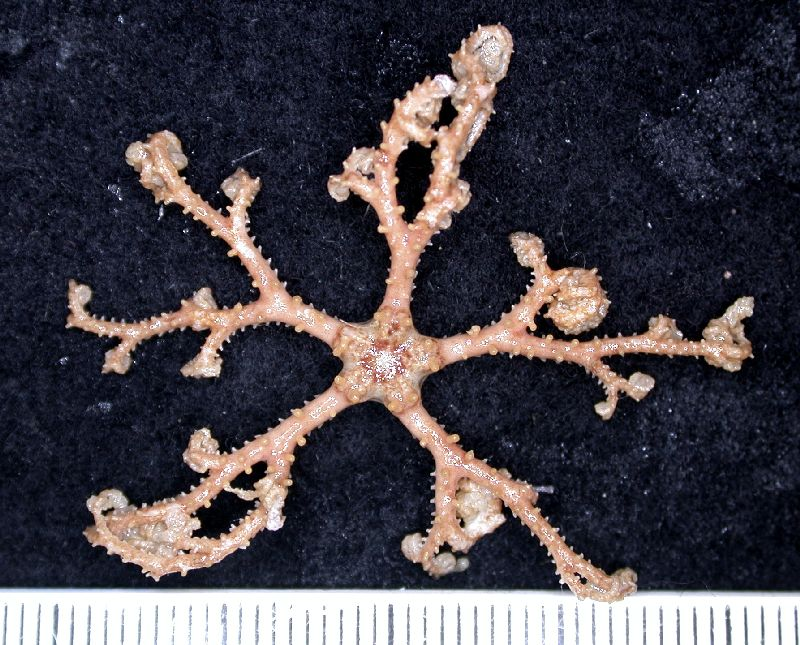
Spécimen juvénile.

## Habitat et répartition
Cette espèce se rencontre principalement dans l'océan Pacifique tropical, de la mer d'Andaman aux Philippines, en passant par l'Australie septentrionale et toute la région indonésienne. Elle est également signalée épisodiquement dans l'océan Indien, notamment à Madagascar. Certaines sources la donnent aussi jusqu'en Polynésie française. 
Contrairement à la plupart des gorgonocéphales, c'est une espèce qui peut vivre à très faible profondeur (surtout les jeunes), et est parfois observée par les plongeurs, notamment de nuit dans les récifs de corail ; elle semble pouvoir vivre entre la surface et 290 m de profondeur. 

## Écologie et comportement
Les gorgonocéphales vivent le plus souvent tassées en boule dans une anfractuosité pendant la journée, et étendent leurs bras la nuit tombée pour se nourrir de plancton,.